# Fremont County, Idaho
Fremont County är ett administrativt område i delstaten Idaho, USA, med 13 242 invånare vid folkräkningen år 2000. Den administrativa huvudorten (county seat) är Saint Anthony. 
Delar av Yellowstone nationalpark ligger i countyt.

## Geografi
Enligt United States Census Bureau så har countyt en total area på 4 910 km². 4 835 km² av den arean är land och 75 km² är vatten.

### Angränsande countyn
- Clark County - väst
- Jefferson County - sydväst
- Madison County - syd
- Teton County - syd
- Teton County, Wyoming - öst
- Gallatin County, Montana - nord
- Madison County, Montana - nord
- Beaverhead County, Montana - nordväst